# Angus, Ontario
Angus är ett samhälle i den kanadensiska provinsen Ontario. Det ligger i den sydöstra delen av landet, 400 km väster om huvudstaden Ottawa. Antalet invånare i tätorten (population centre) Angus - Borden CFB-BFC var 14 503 vid folkräkningen 2021.